# Pont d'Yeu

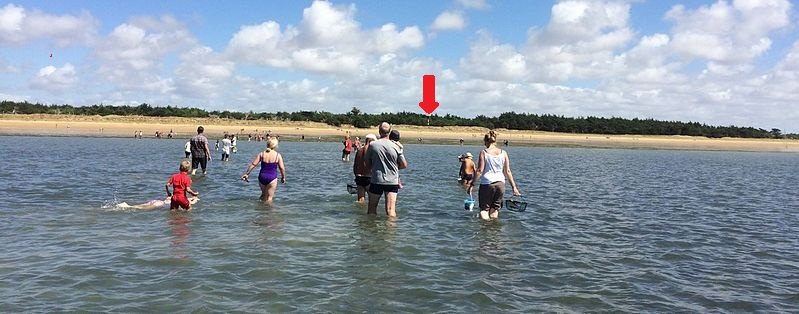
Du Pont d'Yeu, le retour sur le rivage se fait uniquement en direction de la balise blanche et rouge située sur la dune de la plage du Pont d'Yeu de Notre-Dame-de-Monts.

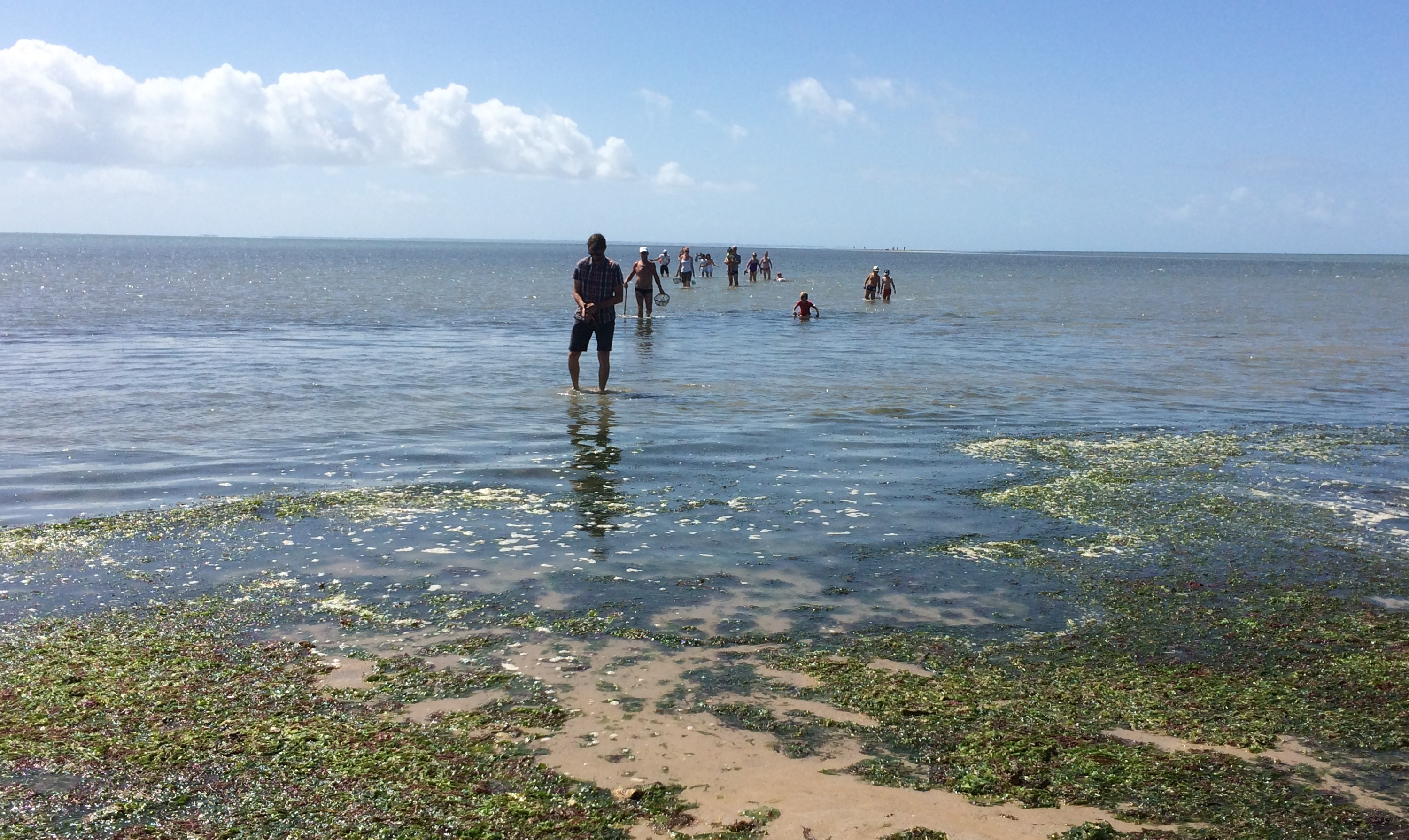
Du Pont d'Yeu, les promeneurs arrivent dans la direction de la balise de la sortie du Pont d'Yeu. Le retour sur le rivage se fait uniquement en direction de cette balise blanche et rouge située sur la dune de la plage du Pont d'Yeu de Notre-Dame-de-Monts. La mer en remontant isole les promeneurs du rivage.

Le pont d'Yeu est un haut-fond immergé à quelques mètres de profondeur sous l'océan Atlantique au large du département français de la Vendée. Cette ligne de crête va de l’île d'Yeu jusqu'à la commune de Notre-Dame-de-Monts d'où elle est praticable à marée basse durant les grandes marées. Bien qu'elle soit qualifiée de « pont », cette structure est entièrement naturelle et ne permet pas de gagner l'île d'Yeu à pied sec puisqu'au maximum, seuls 4 des 18 kilomètres séparant le continent de l'île peuvent être empruntés à pied.

## Histoire
Le pont d'Yeu est âgé de plusieurs millions d'années. L'île d'Yeu était rattachée au continent par le pont d'Yeu jusqu'à il y a environ 7 000 ans. L'élévation du niveau de la mer a fermé une extrémité du passage pédestre du pont d'Yeu sous quelques mètres de profondeur.
Le pont d'Yeu fut jusqu'en 1930 une carrière produisant chaque année jusqu'à 400 m3 de pierres employées pour la construction des maisons et des routes.

## Chemin submersible
Le pont d'Yeu est sur la commune de Notre-Dame-de-Monts à la limite de Saint-Jean-de-Monts dans le département français de la Vendée : 46° 48′ 54,8″ N, 2° 08′ 41,5″ O. Il est accessible à vélo ou en voiture par des chemins de sable traversant la forêt des Pays-de-Monts jusqu'au parking de la plage du Pont d'Yeu.
Il s'agit d'un haut-fond de cailloux et de roches qui s'avance dans la mer en direction de l'île d'Yeu au sud-ouest sur environ quatre kilomètres du pied de l'escalier jusqu'à l'épave de la Martha lorsque toutes les conditions sont réunies (grand beau temps, forte marée d'équinoxe et vent de nord, nord-est), d'où son nom de « pont d'Yeu ». Il est également désigné sous le nom de pont Saint-Martin,.
Il est fréquenté pour la pêche à pied et pour la promenade à pied. Le pont d'Yeu est un site dangereux, des promeneurs et des pêcheurs se retrouvant isolés du rivage par la montée de la mer du sud vers le nord avec un fort coefficient de marée avec un vent pouvant être important. La direction à prendre pour rejoindre le rivage sans se noyer est matérialisée par une balise blanche et rouge située sur la dune. Plusieurs personnes s'y sont déjà noyées.
Ce site donne son nom à l'un des deux catamarans à grande vitesse qui relient le continent de Fromentine à l'île d'Yeu.

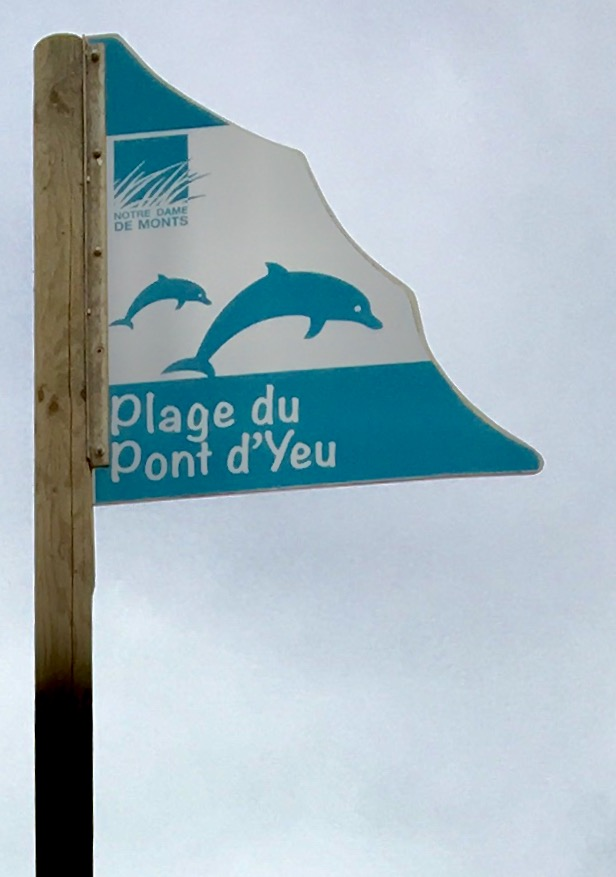
Panneau indicateur de la plage du Pont d'Yeu
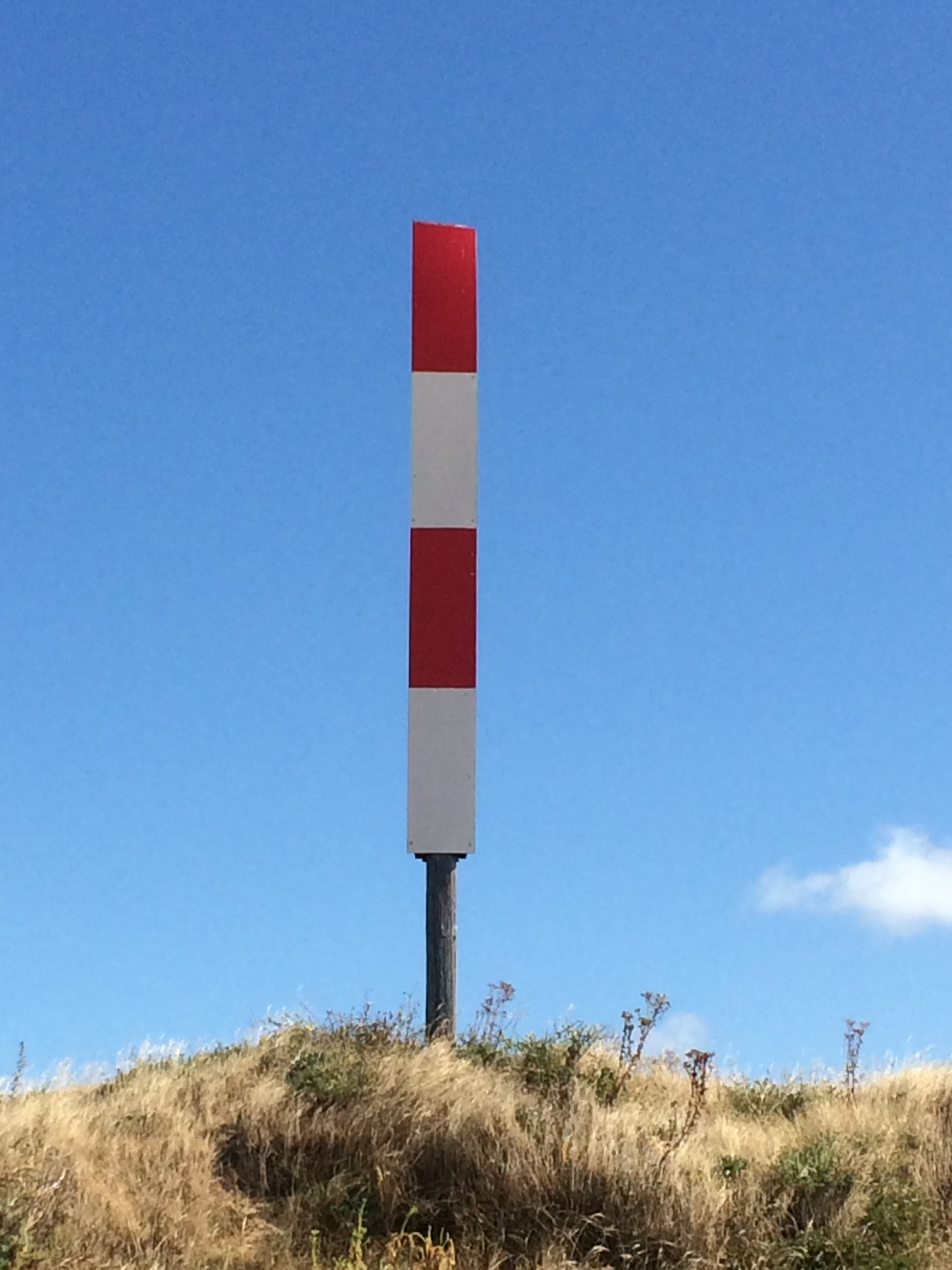
Poteau repère de la balise blanche et rouge.
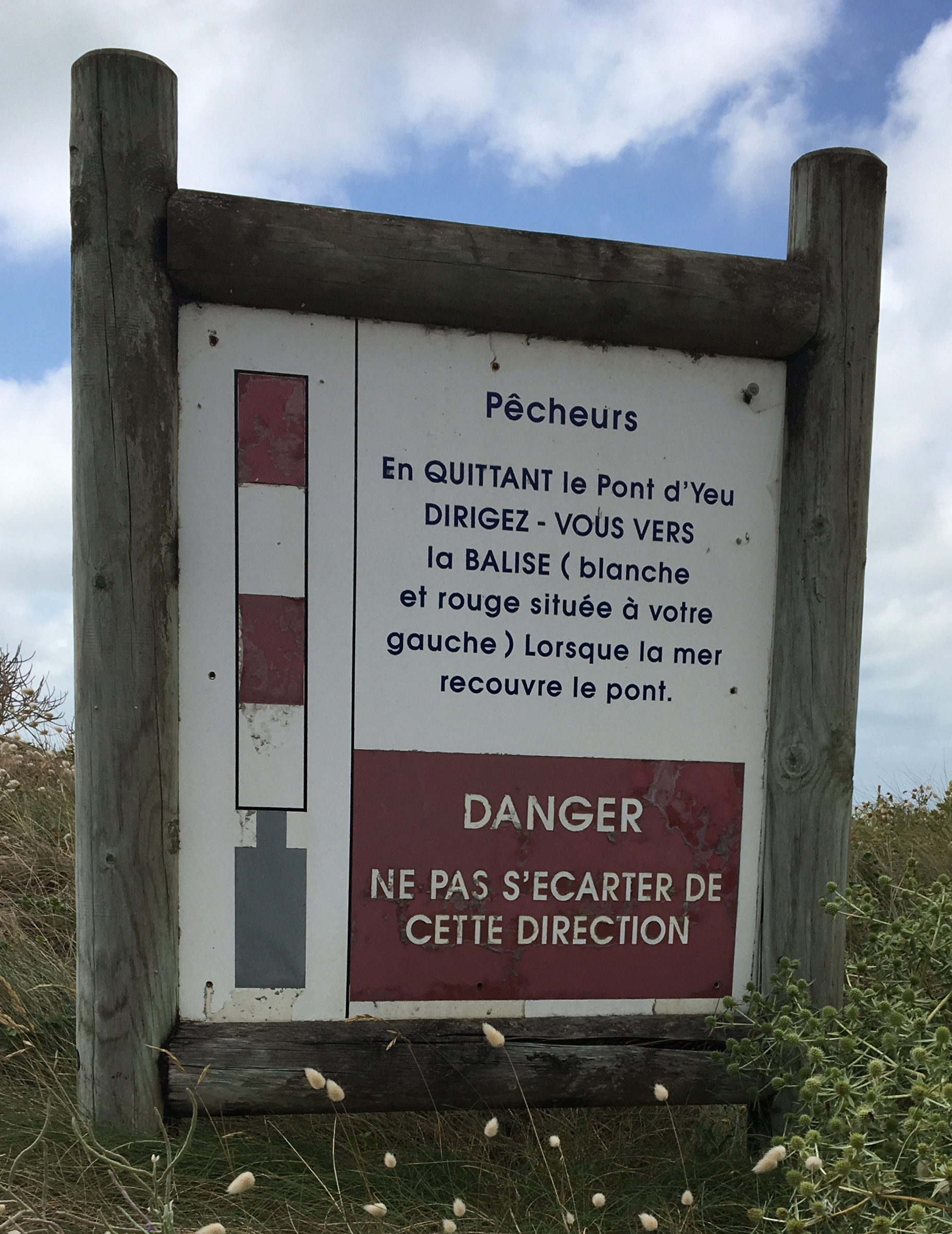
Panneau d'avertissement
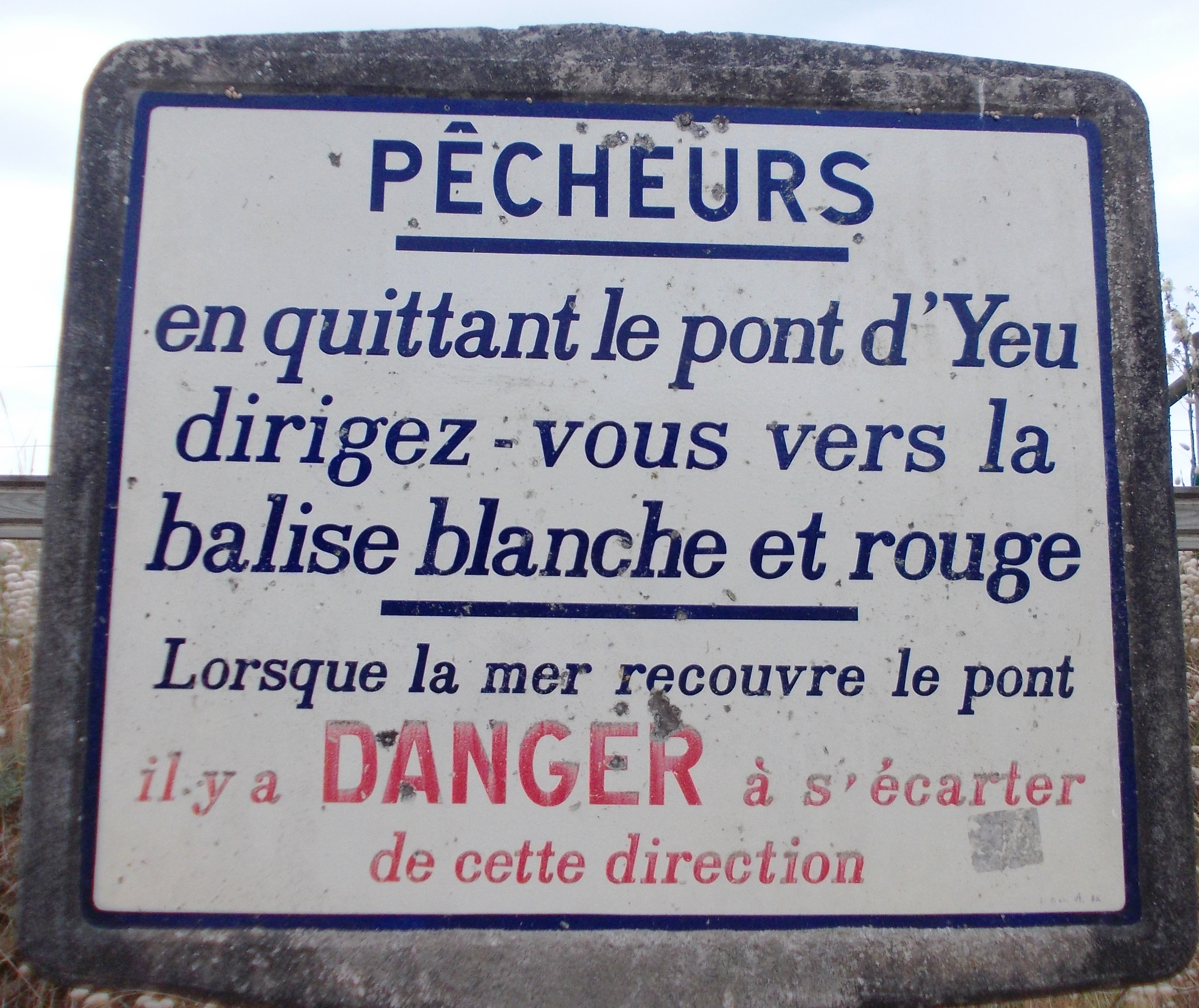
Panneau d'avertissement
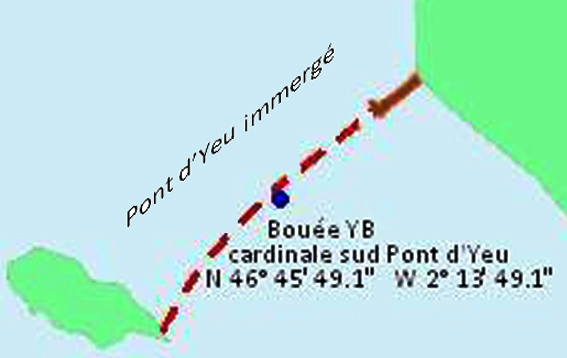
La ligne de crête du pont d'Yeu

## Galerie

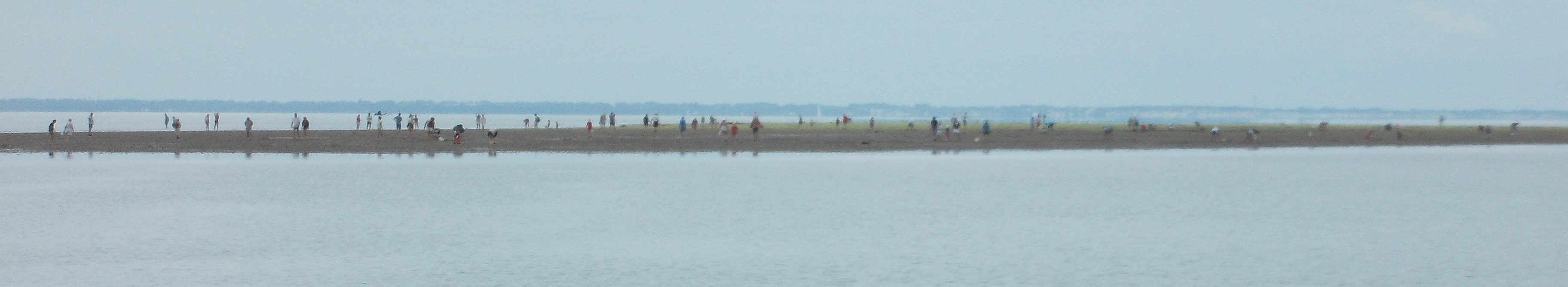
Le pont d'Yeu est découvert (coefficient de marée 107). L'île d'Yeu est en vue au loin.

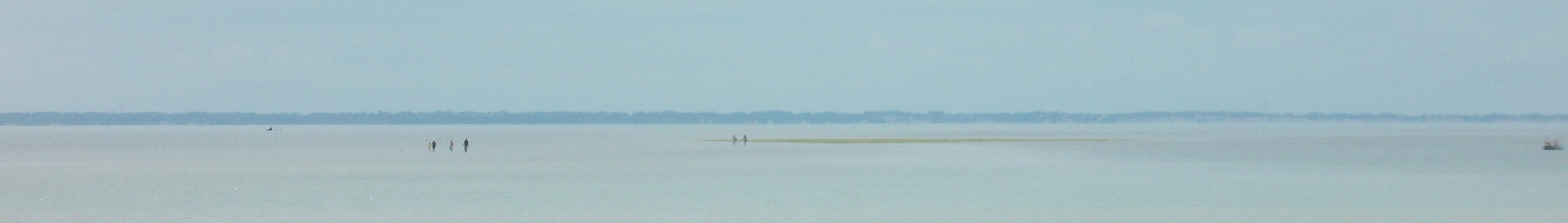
Le pont d'Yeu est recouvert peu à peu, un monticule visible est isolé du rivage par la montée de la mer, les piétons marchant en direction de la balise blanche et rouge. L'île d'Yeu est en vue au loin. Des sauveteurs sont sur la droite sur un canot pneumatique.

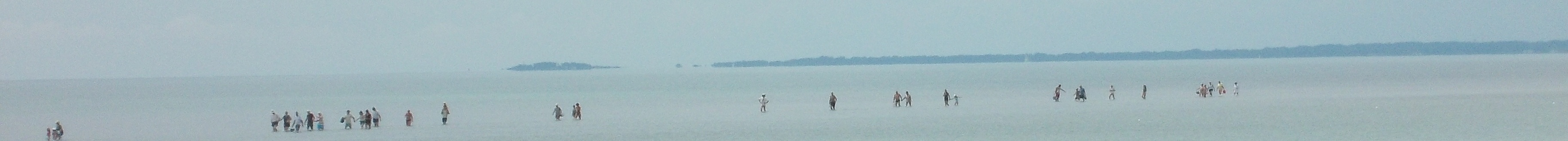
Le pont d'Yeu est recouvert, les derniers promeneurs et les derniers pêcheurs se retrouvant isolés du rivage par la montée de la mer et en marchant toujours en direction de la balise blanche et rouge. L'île d'Yeu est en vue au loin.

## Accidents

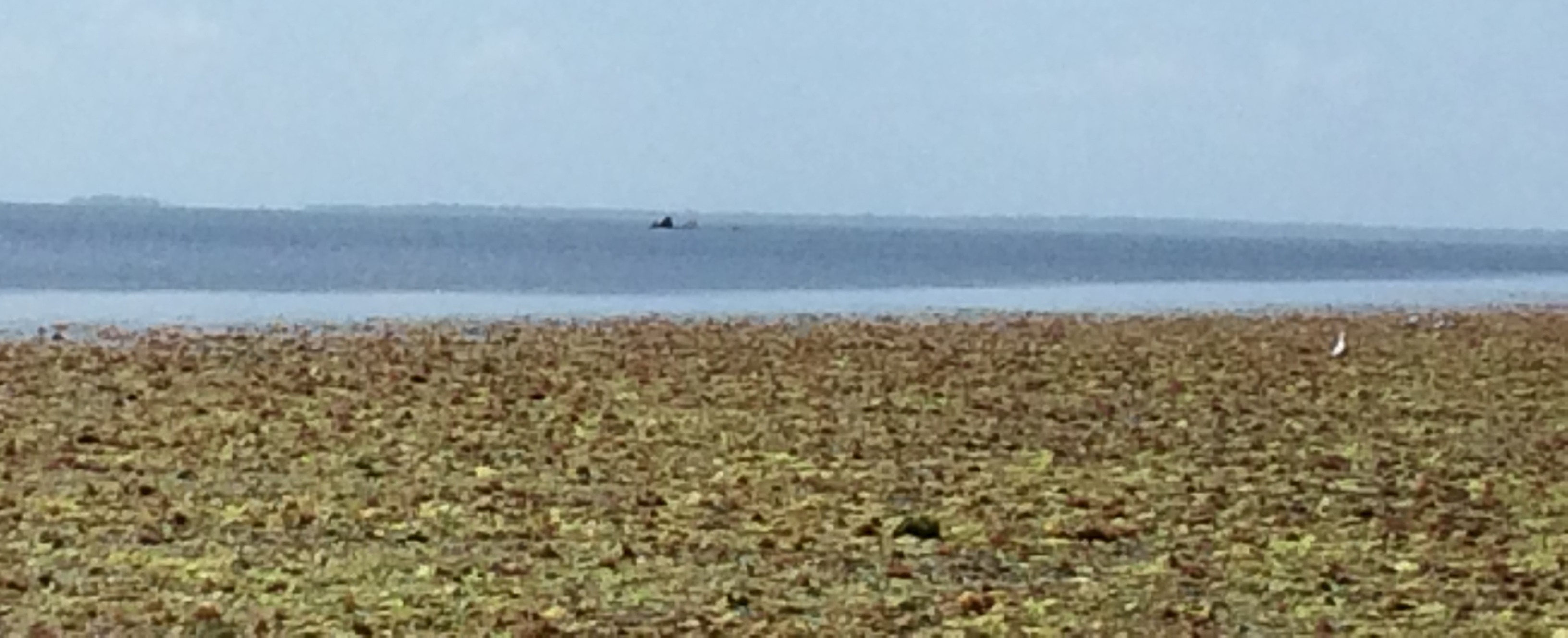
Le pont d'Yeu est découvert (coefficient de marée 102). L'épave du vapeur norvégien SS Martha, coulé le 22 décembre 1905 est en vue au loin ainsi que l'île d'Yeu.
Lieu de la prise de vue

Des restes de plusieurs épaves à la suite de naufrages sont toujours présentes entre la bouée YB cardinale sud Pont d'Yeu jusqu'à la plage du pont d'Yeu :
- le navire marchand Saint Louis, le 20 novembre 1729[12] ;
- le trois mâts goélette Rimac, le 7 mars 1861[13] ;
- le vapeur norvégien SS Martha, le 22 décembre 1905[14]. L'épave[Note 3] est toujours visible en extrémité du pont d'Yeu[15] ;
- le Breton en 1939[16].